# Homo erectus
Homo erectus (nghĩa là "người đứng thẳng", từ tiếng Latinh ērigere, "đứng thẳng"), còn được dịch sang tiếng Việt là trực nhân, là một loài người tuyệt chủng từng sinh sống trong phần lớn khoảng thời gian thuộc thế Pleistocen, với chứng cứ hóa thạch sớm nhất đã biết có niên đại khoảng 1,8 triệu năm trước và hóa thạch gần đây nhất đã biết khoảng 143.000 năm trước. Loài này đã bắt nguồn từ châu Phi hoặc châu Á và lan tỏa xa tới Anh, Gruzia, Ấn Độ, Sri Lanka, Trung Quốc và Java.
Hiện tại vẫn còn bất đồng về các vấn đề như phân loại, tổ tiên và hậu duệ của H. erectus, với hai phân loại chính loại trừ lẫn nhau: erectus có thể là tên gọi khác cho Homo ergaster, và vì thế là tổ tiên trực tiếp của các dạng người xuất hiện muộn hơn như Homo heidelbergensis, Homo neanderthalensis và Homo sapiens; hoặc đây có thể là một loài khác biệt, nguồn gốc châu Á, khác với Homo ergaster có nguồn gốc châu Phi.
Một số nhà cổ nhân loại học coi H. ergaster chỉ đơn giản là chủng châu Phi của H. erectus. Điều này dẫn đến việc sử dụng thuật ngữ "Homo erectus sensu stricto" để chỉ chủng châu Á của H. erectus, và "Homo erectus sensu lato" để chỉ loài theo nghĩa rộng, bao gồm các quần thể châu Phi (H. ergaster) và các quần thể châu Á.

## Nguồn gốc

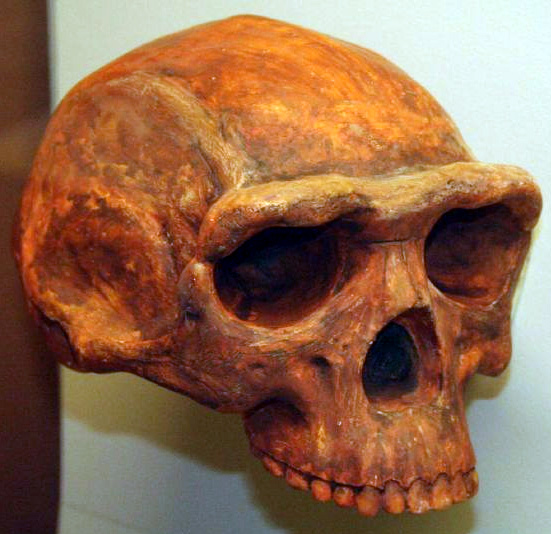
Homo erectus, Bảo tàng Lịch sử Tự nhiên, Ann Arbor, Michigan

## Phát hiện và hóa thạch đại diện

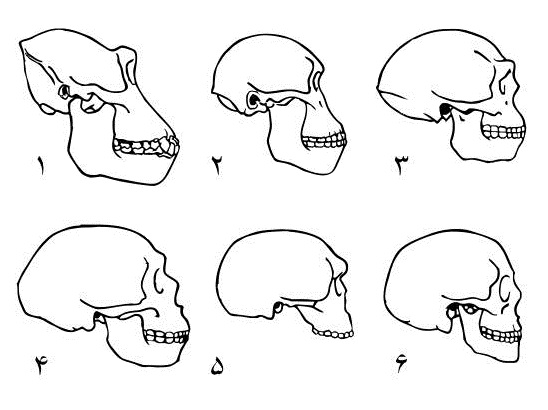
Các hộp sọ
1. Khỉ đột 2. Australopithecus 3. Homo erectus 4. Người Neanderthal (La Chapelle aux Saints) 5. Hộp sọ Steinheim 6. Người

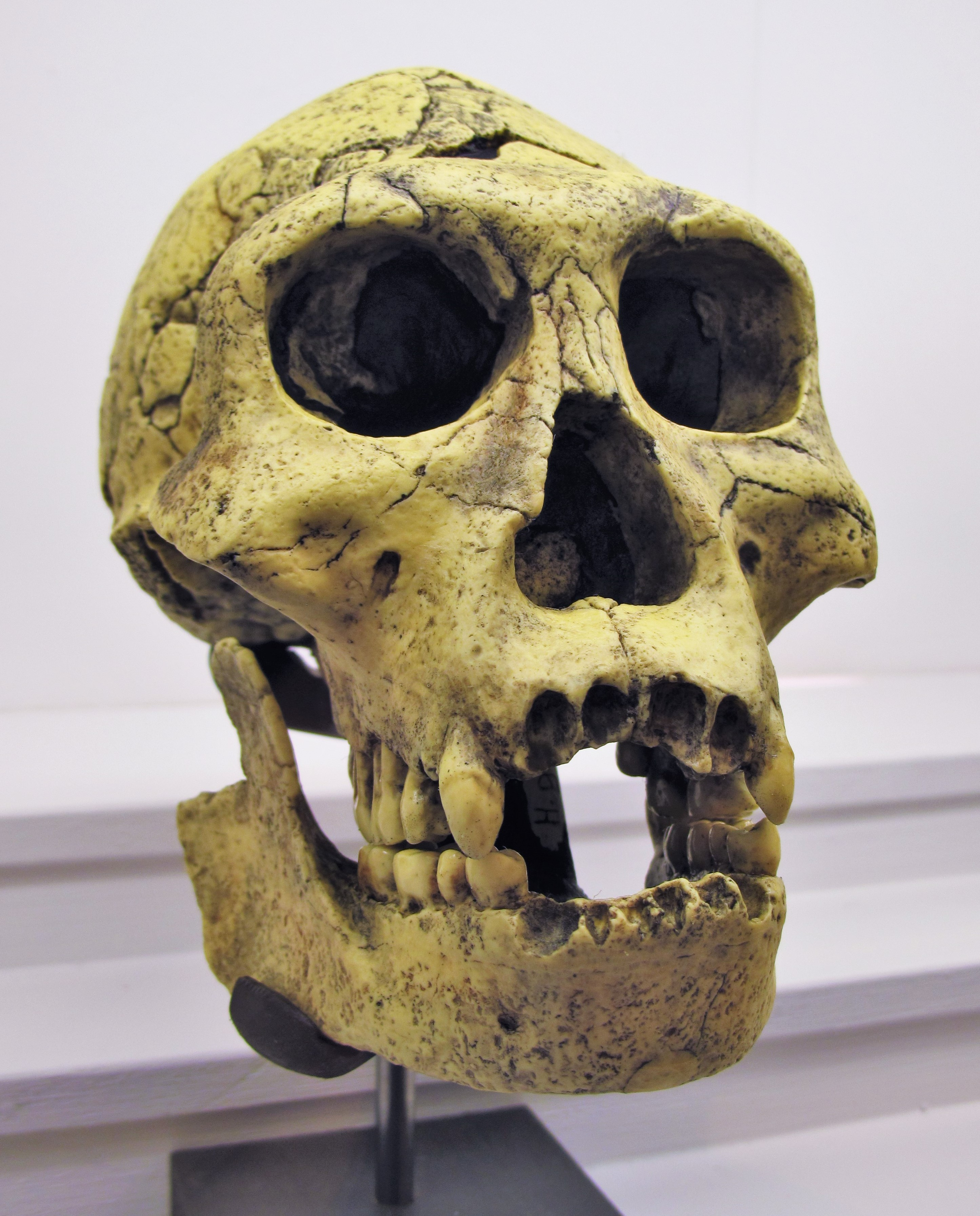
Hộp sọ hóa thạch H. erectus georgicus thu được tại Dmanisi.

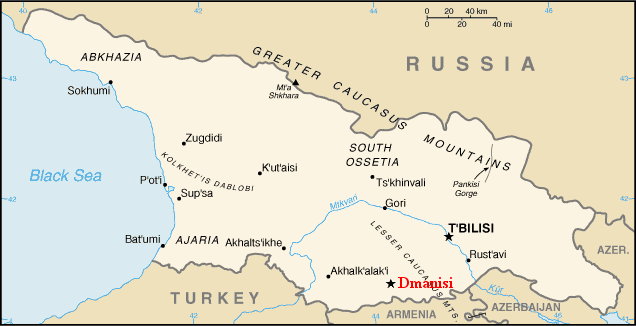
Vị trí của phát hiện tại Dmanisi, Gruzia

## Các phân loài và hậu duệ

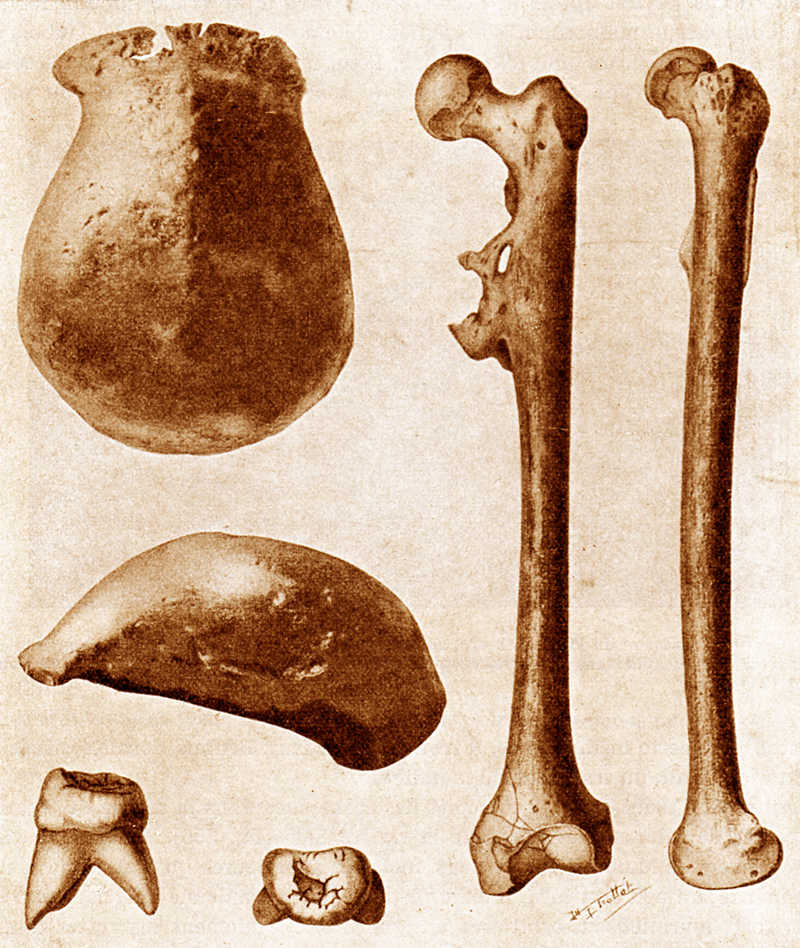
Các hóa thạch gốc của Pithecanthropus erectus (nay là Homo erectus) tìm thấy tại Java năm 1891.